# Rádža

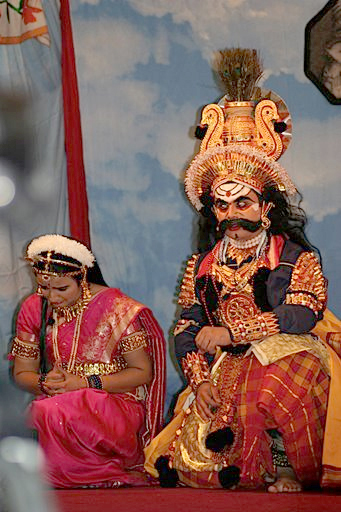
Rádža

Rádža (v sanskrtu राजा (rājā)) je občas užívaný titul pro níže postaveného panovníka v asijských zemích, zejména Indii. Většinou se jedná o lokálního panovníka, který bývá podřízen mahárádžovi, sultánovi či případně jinému panovníkovi. Např. v době Britské Indie byl Indický poloostrov rozdělen na velké množství menších samosprávných celků, v jejichž čele stáli právě rádžové.